# Clásico del Bajo
El Clásico del Bajo es el duelo barrial centenario protagonizado por Defensores de Belgrano y Excursionistas. Se denomina así por la localización de ambos equipos en el Bajo Belgrano y Bajo Núñez.

## Historia
La historia comenzó en 1923 con un partido a beneficio de familias afectadas por una dura inundación. Al principio había otros clubes en el medio, como Kimberley, Comercio, Platense o Colegiales, aunque sucesivas desapariciones o mudanzas dejaron a Defensores y a Excursionistas cara a cara.
En los primeros años, este clásico se disputó en Primera División, y desde 1935 se ha jugado íntegramente en categorías de ascenso. Sin clásico durante 21 años, se produjeron, sin embargo, innumerables enfrentamientos entre ambas hinchadas.
Este enfrentamiento mantiene su tradición y también la rivalidad en el fútbol femenino, ya que los equipos se cruzan con frecuencia en los torneos de Primera División, ya que en el fútbol masculino ha perdido regularidad por la diferencia de categorías durante las últimas décadas.
El domingo 17 de septiembre de 2023, en el marco de la Primera División del femenino, Defensores fue derrotado 0-1 por Excursionistas y perdió la categoría, siendo el primer equipo de la temporada en descender a la segunda categoría.

## Tabla comparativa
Actualizado hasta febrero de 2024
| Observaciones       |                                      |                              |
| ------------------- | ------------------------------------ | ---------------------------- |
| Nombre completo     | Club Atlético Defensores de Belgrano | Club Atlético Excursionistas |
| Fecha de fundación  | 25 de mayo de 1906                   | 1 de febrero de 1910         |
| Apodo               | Dragón                               | Villero                      |
| Temporadas          |                                      |                              |
| Total en AFA        | 119                                  | 116                          |
| en Primera División | 18                                   | 10                           |
| en Segunda División | 64                                   | 45                           |
| en Tercera División | 34                                   | 24                           |
| en Cuarta División  | 3                                    | 37                           |
| Títulos             |                                      |                              |
| Total en AFA        | 8                                    | 3                            |
| en Segunda División | 3                                    | 1                            |
| en Tercera División | 4                                    | 0                            |
| en Cuarta División  | 1                                    | 2                            |
| Ascensos            |                                      |                              |
| Total en AFA        | 10                                   | 8                            |
| a Primera División  | 2                                    | 1                            |
| a Segunda División  | 6                                    | 4                            |
| a Tercera División  | 2                                    | 3                            |

## Historial
- Primer partido: 26 de julio de 1925.[14]

- Último encuentro: 30 de junio de 2017.[15]

| Competición             | Partidos | Victorias Defe. | Victorias Excursio. | Empates | Goles Def. | Goles Exc. |
| ----------------------- | -------- | --------------- | ------------------- | ------- | ---------- | ---------- |
| Primera División        | 11       | 5               | 4                   | 2       | 14         | 13         |
| Primera B               | 57       | 15              | 22                  | 20      | 78         | 90         |
| Primera B Metropolitana | 4        | 2               | 0                   | 2       | 6          | 2          |
| Primera C               | 9        | 1               | 4                   | 4       | 11         | 18         |
| Copas nacionales        | 1        | 1               | 0                   | 0       | 5          | 0          |
| Total                   | 82       | 24              | 30                  | 28      | 114        | 123        |

## Partidos oficiales
Resultados registrados en todos los torneos oficiales de AFA.
| #  | Torneo                          | Ronda  | Estadio        | Local          | Resultado | Visitante      | Goles (L)                                                      | Goles (V)                                             |
| -- | ------------------------------- | ------ | -------------- | -------------- | --------- | -------------- | -------------------------------------------------------------- | ----------------------------------------------------- |
| 1  | Primera División 1925           | 17     | Defensores     | Defensores     | 1-0       | Excursionistas | Di Mare                                                        |                                                       |
| 2  | Primera División 1926           | 24     | Excursionistas | Excursionistas | 1-1       | Defensores     | Thilet                                                         | Quilindro                                             |
| 3  | Primera División 1927           | 30     | Defensores     | Defensores     | 1-3       | Excursionistas | ?                                                              | ?                                                     |
| 4  | Primera División 1928           | 14     | Defensores     | Defensores     | 2-2       | Excursionistas | ?                                                              | ?                                                     |
| 5  | Primera División 1929           | GP 2   | Excursionistas | Excursionistas | PP-PG     | Defensores     |                                                                |                                                       |
| 6  | Primera División 1930           | 11     | Defensores     | Defensores     | 0-1       | Excursionistas |                                                                | ?                                                     |
| 7  | Primera División 1931           | 11     | Excursionistas | Excursionistas | 0-1       | Defensores     |                                                                | ?                                                     |
| 8  | Primera División 1932           | 3      | Defensores     | Defensores     | 1-2       | Excursionistas | Caldas                                                         | Alvarez; Lucente                                      |
| 9  | Primera División 1932           | 20     | Excursionistas | Excursionistas | 3-2       | Defensores     | Imbroglia (3)                                                  | García; Romano                                        |
| 10 | Copa de Competencia 1933        | GA 3   | Defensores     | Defensores     | 5-0       | Excursionistas | ?                                                              |                                                       |
| 11 | Primera División 1933           | 19     | Excursionistas | Excursionistas | 0-2       | Defensores     |                                                                | C. Punciolo (2)                                       |
| 12 | Primera División 1934           | 11     | Defensores     | Defensores     | 3-1       | Excursionistas | Galarza (2); Ruano                                             | Gómez                                                 |
| 13 | Segunda División 1935           | 1      | Defensores     | Defensores     | 1-0       | Excursionistas | Galarza                                                        |                                                       |
| 14 | Segunda División 1936           | 25     | Defensores     | Defensores     | 2-1       | Excursionistas | ?                                                              | ?                                                     |
| 15 | Torneo Preparación 1937         | GB 6   | Defensores     | Defensores     | 2-3       | Excursionistas | ?                                                              | ?                                                     |
| 16 | Segunda División 1937           | 5      | Excursionistas | Excursionistas | 1-0       | Defensores     | ?                                                              |                                                       |
| 17 | Segunda División 1938           | 11     | Excursionistas | Excursionistas | 1-1       | Defensores     | ?                                                              | ?                                                     |
| 18 | Segunda División 1938           | 26     | Defensores     | Defensores     | 1-2       | Excursionistas | ?                                                              | ?                                                     |
| 19 | Segunda División 1939           | 12     | Excursionistas | Excursionistas | 1-1       | Defensores     | ?                                                              | ?                                                     |
| 20 | Segunda División 1940           | 16     | Excursionistas | Excursionistas | 3-2       | Defensores     | ?                                                              | ?                                                     |
| 21 | Segunda División 1940           | 33     | Defensores     | Defensores     | 1-1       | Excursionistas | ?                                                              | ?                                                     |
| 22 | Segunda División 1941           | 5      | Defensores     | Defensores     | 2-4       | Excursionistas | ?                                                              | ?                                                     |
| 23 | Segunda División 1941           | 22     | Excursionistas | Excursionistas | 0-2       | Defensores     |                                                                | ?                                                     |
| 24 | Segunda División 1942           | 12     | Defensores     | Defensores     | 1-5       | Excursionistas | ?                                                              | ?                                                     |
| 25 | Segunda División 1942           | 29     | Excursionistas | Excursionistas | 1-1       | Defensores     | ?                                                              | ?                                                     |
| 26 | Segunda División 1943           | 7      | Defensores     | Defensores     | 2-1       | Excursionistas | ?                                                              | ?                                                     |
| 27 | Segunda División 1943           | 24     | Excursionistas | Excursionistas | 2-1       | Defensores     | ?                                                              | ?                                                     |
| 28 | Copa Farrell 1944               | GA 4   | Excursionistas | Excursionistas | 2-1       | Defensores     | ?                                                              | ?                                                     |
| 29 | Segunda División 1944           | 1      | Defensores     | Defensores     | 1-0       | Excursionistas | ?                                                              |                                                       |
| 30 | Segunda División 1944           | 24     | Excursionistas | Excursionistas | 1-1       | Defensores     | ?                                                              | ?                                                     |
| 31 | Segunda División 1945           | 16     | Defensores     | Defensores     | 0-1       | Excursionistas |                                                                | ?                                                     |
| 32 | Segunda División 1945           | 37     | Excursionistas | Excursionistas | 3-0       | Defensores     | ?                                                              |                                                       |
| 33 | Segunda División 1946           | 14     | Excursionistas | Excursionistas | 1-1       | Defensores     | ?                                                              | ?                                                     |
| 34 | Segunda División 1946           | 35     | Defensores     | Defensores     | 3-3       | Excursionistas | ?                                                              | ?                                                     |
| 35 | Segunda División 1947           | 19     | Excursionistas | Excursionistas | 0-0       | Defensores     |                                                                |                                                       |
| 36 | Segunda División 1947           | 38     | Defensores     | Defensores     | 1-2       | Excursionistas | ?                                                              | ?                                                     |
| 37 | Primera B 1949                  | 16     | Defensores     | Defensores     | 2-1       | Excursionistas | ?                                                              | ?                                                     |
| 38 | Primera B 1949                  | 37     | Excursionistas | Excursionistas | 2-2       | Defensores     | ?                                                              | ?                                                     |
| 39 | Segunda División 1950           | ?      | Defensores     | Defensores     | 1-1       | Excursionistas | ?                                                              | ?                                                     |
| 40 | Segunda División 1950           | ?      | Excursionistas | Excursionistas | 5-2       | Defensores     | ?                                                              | ?                                                     |
| 41 | Segunda División 1950           | ?      | Excursionistas | Excursionistas | 3-1       | Defensores     | ?                                                              | ?                                                     |
| 42 | Primera B 1951                  |        | Defensores     | Defensores     | 3-3       | Excursionistas | ?                                                              | ?                                                     |
| 43 | Primera B 1951                  |        | Excursionistas | Excursionistas | 2-1       | Defensores     | ?                                                              | ?                                                     |
| 44 | Primera B 1952                  |        | Excursionistas | Excursionistas | 4-1       | Defensores     | ?                                                              | ?                                                     |
| 45 | Primera B 1952                  |        | Defensores     | Defensores     | 2-1       | Excursionistas | ?                                                              | ?                                                     |
| 46 | Primera B 1954                  |        | Excursionistas | Excursionistas | 2-2       | Defensores     | ?                                                              | ?                                                     |
| 47 | Primera B 1954                  |        | Defensores     | Defensores     | 3-2       | Excursionistas | ?                                                              | ?                                                     |
| 48 | Primera B 1955                  |        | Defensores     | Defensores     | 0-0       | Excursionistas |                                                                |                                                       |
| 49 | Primera B 1955                  |        | Excursionistas | Excursionistas | 0-0       | Defensores     |                                                                |                                                       |
| 50 | Primera B 1959                  |        | Defensores     | Defensores     | 4-2       | Excursionistas | ?                                                              | ?                                                     |
| 51 | Primera B 1959                  |        | Excursionistas | Excursionistas | 2-3       | Defensores     | ?                                                              | ?                                                     |
| 52 | Primera B 1960                  |        | Defensores     | Defensores     | 1-2       | Excursionistas | ?                                                              | ?                                                     |
| 53 | Primera B 1960                  |        | Excursionistas | Excursionistas | 2-2       | Defensores     | ?                                                              | ?                                                     |
| 54 | Primera B 1961                  |        | Excursionistas | Excursionistas | 0-0       | Defensores     |                                                                |                                                       |
| 55 | Primera B 1961                  |        | Defensores     | Defensores     | 1-2       | Excursionistas | ?                                                              | ?                                                     |
| 56 | Primera C 1963                  | ?      | Excursionistas | Excursionistas | 3-2       | Defensores     | ?                                                              | ?                                                     |
| 57 | Primera C 1963                  | ?      | Defensores     | Defensores     | 2-1       | Excursionistas | ?                                                              | ?                                                     |
| 58 | Primera B 1964                  |        | Defensores     | Defensores     | 0-1       | Excursionistas |                                                                | ?                                                     |
| 59 | Primera B 1964                  |        | Excursionistas | Excursionistas | 2-0       | Defensores     | ?                                                              |                                                       |
| 60 | Primera B 1964                  |        | Ant. Platense  | Defensores     | 0-0       | Excursionistas |                                                                |                                                       |
| 61 | Primera B 1965                  |        | Defensores     | Defensores     | 2-2       | Excursionistas | ?                                                              | ?                                                     |
| 62 | Primera B 1965                  |        | Excursionistas | Excursionistas | 2-2       | Defensores     | ?                                                              | ?                                                     |
| 63 | Primera B 1966                  |        | Excursionistas | Excursionistas | 4-2       | Defensores     | ?                                                              | ?                                                     |
| 64 | Primera B 1966                  |        | Defensores     | Defensores     | 1-0       | Excursionistas | ?                                                              |                                                       |
| 65 | Primera B 1968                  | 3      | Defensores     | Defensores     | 4-1       | Excursionistas | Ramón Ramayo; Luis Nogara; Norberto Valentukonis; Ángel Tomino | Luis Vargas                                           |
| 66 | Primera B 1968                  | TP 8   | Excursionistas | Excursionistas | 1-1       | Defensores     | ?                                                              | ?                                                     |
| 67 | Primera B 1968                  | TP 17  | Defensores     | Defensores     | 2-2       | Excursionistas | ?                                                              | ?                                                     |
| 68 | Primera B 1969                  | TC 14  | Defensores     | Defensores     | 2-0       | Excursionistas | ?                                                              |                                                       |
| 69 | Primera B 1969                  | TC 8   | Defensores     | Defensores     | 0-0       | Excursionistas |                                                                |                                                       |
| 70 | Primera B 1969                  | TC 17  | Excursionistas | Excursionistas | 3-1       | Defensores     | ?                                                              | ?                                                     |
| 71 | Primera B 1970                  | TC 6   | Ant. Platense  | Defensores     | 2-2       | Excursionistas | Leguizamón; Oscar Storti                                       | Norberto Sicillia (p); José Ugarte                    |
| 72 | Primera B 1970                  | TC 21  | Ferro          | Excursionistas | 0-3       | Defensores     |                                                                | Rubén Domínguez; Roberto Gianetti; Carlos Pagano      |
| 73 | Primera B 1971                  | 4      | Excursionistas | Excursionistas | 4-1       | Defensores     | Alberto Lutte (2); José Ugarte; Norberto Sicillia              | Ernesto Camino                                        |
| 74 | Primera B 1971                  | 19     | Defensores     | Defensores     | 1-2       | Excursionistas | Guillermo Dauz (e/c)                                           | José Ugarte; Norberto Sicillia                        |
| 75 | Primera C 1990/91               | 8      | Defensores     | Defensores     | 1-3       | Excursionistas | José Eckerdt                                                   | Osvaldo Caligiuri; Luis Maidana; Alberto Bustingorria |
| 76 | Primera C 1990/91               | 27     | Excursionistas | Excursionistas | 1-1       | Defensores     | Oscar Fonseca Gómez                                            | Mario Tossi                                           |
| 77 | Primera C 1991/92               | 3      | Excursionistas | Excursionistas | 1-1       | Defensores     | Ricardo Pérez                                                  | Hugo Rodríguez                                        |
| 78 | Primera C 1991/92               | 20     | River Plate    | Defensores     | 0-0       | Excursionistas |                                                                |                                                       |
| 79 | Primera B Metropolitana 1994/95 | Ap. 17 | River Plate    | Excursionistas | 1-1       | Defensores     | Oscar Vitale                                                   | Germán Juárez                                         |
| 80 | Primera B Metropolitana 1994/95 | Cl. 17 | Platense       | Defensores     | 2-0       | Excursionistas | Leonardo Almanza (2)                                           |                                                       |
| 81 | Primera B Metropolitana 2016/17 | 19     | Defensores     | Defensores     | 2-0       | Excursionistas | Lucas Buono; Ezequiel Aguirre                                  |                                                       |
| 82 | Primera B Metropolitana 2016/17 | 38     | All Boys       | Excursionistas | 1-1       | Defensores     | Gonzalo Vivanco                                                | Cristian Podestá                                      |

1. ↑  Defensores ganó los puntos.
2. ↑  Primera C.

## En ambos clubes

### Futbolistas

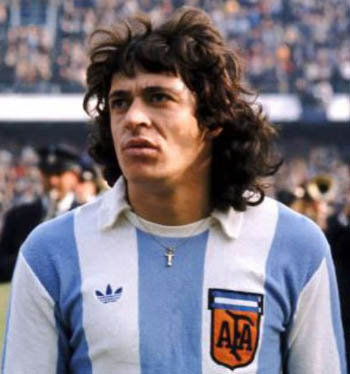
René Houseman, jugador campeón del mundo que supo jugar en Defensores y Excursionistas.

- Héctor Abadie
- Mario Aguilar
- Gustavo Alderete
- Jorge Barrone
- Ernesto Belis
- Walter Domingo Cáceres
- Eugenio Calistro
- Ernesto Camino
- Antonio Caruso
- Jorge Chiquilito[58]
- Ángel Colucci
- Felipe Manuel Desagastizábal
- Rubén Domínguez
- Jorge Dubanced
- Estanislao Fiorito
- Horacio Galbán
- Roberto Giacomuzzi
- Horacio Gil
- Pablo Goberville[59]
- René Houseman
- Néstor Iglesias
- Pablo Lafont
- Carlos Lazarte
- Juan Longobardi
- Damian Mapelli
- Luis Maraviglia
- Mateo Martinelli
- Juan Carlos Martínez
- Carlos Marzoratti
- Luciano Mastrángelo
- Luis Mazariche
- Eduardo Mónaco
- Luis Paolini
- Ariel Pietracola
- Fernando Policella
- Guillermo Prado
- Alberto Ricardini
- Leandro Rodríguez
- Ángel Ronci
- Edmundo Ruano
- Norberto Sicilia
- Sebastián Soto
- Oscar Stortini
- Pedro Tilhet
- Albino Valentini
- Antonio Varela
- Luis Vargas
- Rodolfo Villalba
- Vicente Vidal Ayala
- Oscar Vitale

### Directores técnicos

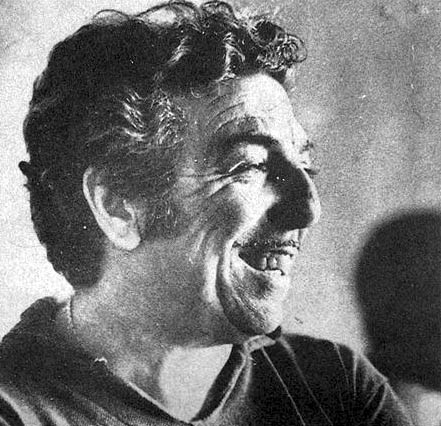
Ángel Labruna, exitoso entrenador argentino, que supo dirigir tanto a Defensores como a Excursionistas.

- Ángel Labruna
- José Reynaldo Abbastante
- Fernando Bello
- Salvador Pasini